# RAISE YOUR HAND TOGETHER
『RAISE YOUR HAND TOGETHER』（レイズ・ユア・ハンド・トゥゲザー）は、CORNELIUS（小山田圭吾）が1993年にリリースした、12インチレコードである。トラットリア・メニュー23。

## 収録曲
作詞・作曲・編曲：小山田圭吾
A面
1. Raise Your Hand Together（320 light Years Mix）
2. Raise Your Hand Together（Cornelius Mix）
3. Diamond Bossa （featuring Cornelius Swingle Singers）
  - A面収録の3曲は、ミニアルバム『HOLIDAYS IN THE SUN E.P.』に収録されている。

B面
1. Raise Your Hand Together （The Quiet Money Mix）- remixed by James McMillan
  - このシングルのみに収録のリミックスバージョン、未CD化作品。
2. Pelé
  - 2ndシングル『PERFECT RAINBOW』のカップリング曲として収録されているが、本シングルにはイントロの前がカウントでなく、有名なサッカー選手の語りのSEが収録されている、未CD化作品。
3. Kazu
  - 2ndシングル『PERFECT RAINBOW』収録の「Pelé」のコーラス部分をキーボードの演奏に差し替えているバージョン、未CD化作品。